# Municipio de Warren (condado de Jo Daviess)
El municipio de Warren (en inglés, Warren Township) es un municipio del condado de Jo Daviess, Illinois, Estados Unidos. Tiene una población estimada, a mediados de 2022, de 1456 habitantes.

## Geografía
Está ubicado en las coordenadas 42°29′2″N 90°1′38″O / 42.48389, -90.02722. Según la Oficina del Censo de los Estados Unidos, tiene una superficie de 51 km², correspondientes en su totalidad a tierra firme.

## Demografía
Según el censo de 2020, en ese momento había 1487 personas residiendo en la zona. La densidad de población era de 29.2 hab./km². El 95.29 % de los habitantes eran blancos, el 0.13 % eran amerindios, el 1.34 % eran de otras razas y el 3.23 % eran de una mezcla de razas. Del total de la población, el 2.29 % eran hispanos o latinos de cualquier raza.